# Silgueiros
Silgueiros (Viseu) ist eine Gemeinde der Stadt Viseu in Portugal. Bis zum 30. August 1995 war der offizielle Name Loureiro de Silgueiros. Am 24. Juli 1997 wurde Silgueiros zur Kleinstadt (Vila) erhoben.
Der Gemeindebezirk besteht aus weiteren, kleineren Orten:
Passos, Pindelo, Falorca,Casal Jusäo,Mosteiro, Pourinheiro, Lages und Loureiro – wobei Silgueiros als der Kern dieses "Gesamtortes" erscheint.
Weiterhin gibt es noch ein nach alten Plänen wieder aufgebautes Dorf mit dem Namen Povoa Dão, das auch zu Loureiro de Silgueiros gehört.